# Georg Tolkemitt
Georg Tolkemitt (* 28. April 1930 in Freiort, Ostpreußen; † 21. Februar 2009) war ein deutscher Finanzwissenschaftler.
Tolkemitt studierte Wirtschaftswissenschaften an der Universität Kiel, schloss als Diplom-Volkswirt 1956 ab und wurde 1960 an der Universität Heidelberg mit einer Arbeit über makroökonomische Modellanalyse der Steuerinzidenz zum Dr. rer. pol. promoviert. 1972 habilitierte er sich in Heidelberg mit der Schrift Zur Theorie der langfristigen Wirkungen öffentlicher Verschuldung. Danach war er von 1957 bis 1973 Wissenschaftlicher Assistent, Akademischer Rat und Oberrat.
Von 1973 bis 1975 war er Wissenschaftlicher Rat und Professor für Volkswirtschaftslehre an der Universität Dortmund. 1975 wurde er ordentlicher Professor für Finanzwissenschaft am Fachbereich Wirtschaftswissenschaften der Universität Hamburg und Geschäftsführender Direktor des Instituts für Finanzwissenschaft im Fachbereich Wirtschaftswissenschaften der Universität Hamburg von 1974 bis 2002, jeweils im Zweijahresturnus alternierend mit Gunther Engelhardt.
Georg Tolkemitt war Mitglied des Finanzwissenschaftlichen Ausschusses des Vereins für Socialpolitik.
Ab 1958 war er verheiratet mit Waltraud Tolkemitt, geborene Staben (1936–2007). Aus der Ehe gingen die Kinder Brigitte, Johannes und Till Tolkemitt hervor. Das Ehepaar ruht auf dem Hamburger Friedhof Volksdorf.

## Veröffentlichungen (Auswahl)
- Zur Theorie der langfristigen Wirkungen öffentlicher Verschuldung. J.C.B.Mohr (Paul Siebeck), Tübingen 1975.
- als Hrsg. mit anderen: Wirtschaftswissenschaft als Grundlage staatlichen Handelns. 1979.